# Matthias Aschenbroich
Matthias Aschenbroich (* 9. Juni 1981 in Langenfeld) ist ein deutscher ehemaliger Handballspieler.
Der gelernte KfZ-Mechatroniker hat zwei Kinder und wurde als Spieler auf der Position rechter Rückraum eingesetzt.
Matthias Aschenbroich spielte von 1999 bis 2001 bei der SG Solingen und von 2001 bis 2003 bei der SG Willstätt/Schutterwald. Mit der SG Solingen stieg er im Jahr 2000 in die Handball-Bundesliga auf. Auch mit der SG Willstätt/Schutterwald spielte er in der höchsten deutschen Spielklasse. 2003 wechselte er zum TSV Bayer Dormagen, ehe er 2005 ein einjähriges Gastspiel beim LTV Wuppertal absolvierte, um ab 2006 beim ASV Hamm auf Torejagd zu gehen. Nach weiteren Stationen, wie von 2008 bis Januar 2010 bei der SVH Kassel und von Januar 2010 an beim TV Emsdetten, schloss Aschenbroich sich schließlich zur Saison 2010/11 dem Leichlinger TV an, mit dem er in der 3. Liga antrat. Im Juni 2014 verließ er die Leichlinger und wechselte zum Ligakonkurrenten VfL Eintracht Hagen. Seit der Saison 2016/17 läuft er für die HSG Bergische Panther in der Regionalliga-Nordrhein auf. Nachdem er 2019 seine aktive Karriere beendet hatte, half er in der Folgesaison mehrere Spiele bei der HSG aus.
Seit 2021 ist er Co-Trainer bei DJK Unitas Haan.